# Léia Silva
Léia Henrique da Silva Nicolosi (Ibitinga, 1 de março de 1985) é uma voleibolista indoor brasileira, atuante na posição de Líbero, que serviu a Seleção Brasileira na conquista da medalha de ouro no Campeonato Sul-Americano de 2015, na Colômbia, e do bicampeonato do Grand Prix em 2014 e 2016, no Japão e na Tailândia, respectivamente. Ainda possui o bronze na edição do Grand Prix de 2015, realizada nos Estados Unidos. Também foi medalhista de bronze no Campeonato Mundial de 2014, na Itália. Em clubes possui a medalha de ouro no Campeonato Sul-Americano de Clubes em 2011, além de tres medalhas em edições do Campeonato Mundial de Clubes, um bronze obtido em 2010 e duas pratas no ano de 2011 e em 2018.

## Carreira
Em 2006 foi atleta da Apiv/Piracicaba, em seguida atuou pelo Mackenzie/ Cia. do Terno na jornada esportiva 2007-08 e disputou a Superliga Brasileira A correspondente a tal jornada encerrando na nona colocação.
Na temporada 2008-09 foi contratada pelo Medley Banespa e na jornada seguinte voltou a defender o XV/Supricel/Amhpla/Selam.No segundo semestre de 2010 passou atuar pelo Sollys/Osasco conquistando o título da Copa São Paulo de 2010, e no mesmo ano foi bronze no Campeonato Paulista.
Disputou a edição do Campeonato Mundial de Clubes de 2010 em Doha, no Qatar, pelo Sollys/Osasco e conquistou a medalha de prata nesta competição.Por esse mesmo clube disputou a Superliga Brasileira A 2010-11 e sagrou-se vice-campeã da edição.
Na temporada 2011-12 renovou com o Sollys/Osasco e disputou o Campeonato Sul-Americano de Clubes de 2011, sediado em Osasco, oportunidade que conquistou a medalha de ouro e a qualificação para o Campeonato Mundial  no mesmo ano e também este no referido Campeonato Mundial de Clubes de 2011, este sediado em Doha  conquistando a medalha de bronze. Ainda em 2011 foi vice-campeã paulista de 2011 e conquistou o título da Superliga Brasileira A 2011-12..
Transferiu-se para o Pinheiros na temporada 2012-13 alcançando a quarta colocação no Campeonato Paulista de 2012 e encerrou na sexta posição da Superliga Brasileira A 2012-13.
Renovou com o E.C.Pinheiros na temporada 2013-14 e foi vice-campeã da Copa São Paulo de 2013 e disputou a correspondente Superliga Brasileira A encerrando na sexta colocação ao final da competição.
Permaneceu por mais uma jornada pelo E.C.Pinheiros, competindo por este no período 2014-15 e foi convocada para Seleção Brasileira principal para disputar o Grand Prix de 2014, cuja fase final deu-se em Tóquio, no Japão na conquista da medalha de ouro nesta edição e no mesmo ano disputou sua primeira  edição de Campeonato Mundial, este realizado na Itália, sendo a camisa#19 do grupo que conquistou a medalha de bronze, ocasião que atuou na reserva do time.
Na temporada 2015 integrou o elenco principal da Seleção Brasileira e disputou o Grand Prix, e novamente vestiu a camisa#19, ocasião que obteve a medalha de bronze, encerrando a competição na terceira posição entre as melhores defensoras e sagrou-se medalhista de ouro no Campeonato Sul-Americano de 2015 na cidade de Cartagena, Colômbia.
No período esportivo 2015-16 foi contratada pelo Camponesa/Minas sagrando-se vice-campeã do Campeonato Mineiro de 2015, alcançando o bronze na Superliga Brasileira A 2015-16, se machucando na reta final da competição desfalcando nas semifinais o time, mesmo assim foi premiada como atleta com a Melhor Recepção da edição;finalizou na quarta posição na Copa Brasil de 2016 em Campinas.
Em 2016 foi convocada para Seleção Brasileira e disputou a edição do Grand Prix, cuja fase final ocorreu em Banguecoque, vestindo a camisa #19 disputou todas as fases da competição finalizando com a conquista do título encerrando na terceira colocação entre as melhores defensoras e seu nome foi confirmado pelo técnico José Roberto Guimarães no elenco que disputará os Jogos Olímpicos de Verão de 2016.
O Camponesa/Minas anunciou sua permanência para as competições correspondentes ao período esportivo de 2016-17, renovando para as disputas de 2017-18 conquistando o título do Campeonato Mineiro de 2017 e sagrou-se campeã da edição do Campeonato Sul-Americano de Clubes de 2018 sendo premiada como a melhor líbero do campeonato.Renovou com mesmo clube para temporada 2018-19 e sagrou-se bicampeã da edição do Campeonato Mineiro de 2018, e disputou a edição do Campeonato Mundial de Clubes de 2018 realizado em Shaoxing, sendo uma das protagonistas na semifinal, ajudando o time a reverter um placar de 24-19 no segundo set para o até então favorito Eczacıbası VitrA, conseguindo a classificação a final e conquistou a medalha de prata.
Pelo Itambé/Minas conquistou o título da Copa Brasil de 2019 realizada em Gramado e foi bicampeã do Campeonato Sul-Americano de Clubes de 2019 realizado novamente em Belo Horizonte e eleita a melhor líbero desta edição;e contribuiu para conquista do clube do título da Superliga Brasileira 2018-19, premiada como a melhor levantadora e melhor jogadora da edição

## Clubes
| Clube                  | País   | De   | Até   |
| ---------------------- | ------ | ---- | ----- |
| APIV/Piracicaba        | Brasil | 2006 | 2007  |
| Mackenzie/Cia do Terno | Brasil | 2007 | 2008  |
| Medley/Banespa         | Brasil | 2008 | 2009  |
| APIV/Piracicaba        | Brasil | 2009 | 2010  |
| Sollys/Nestlé Osasco   | Brasil | 2010 | 2012  |
| Pinheiros              | Brasil | 2012 | 2015  |
| Camponesa/Minas        | Brasil | 2015 | 2018  |
| Itambé/Minas           | Brasil | 2018 | 2022  |
| Sesi/Vôlei Bauru       | Brasil | 2022 | atual |

## Títulos e resultados
- Superliga Brasileira A:2011-12[14], 2018-19, 2020-21 e 2021-22
- Superliga Brasileira A:2010-11[10]
- Superliga Brasileira A:2015-16[35]
- Superliga Brasileira A:2016-17
- Copa Brasil:2015 e 2019[47]
- Copa Brasil:2017 e 2022
- Copa Brasil: 2016
- Campeonato Mineiro: 2017 [42] e 2018[44]
- Campeonato Mineiro: 2015[34]
- Copa São Paulo:2010[1]
- Copa São Paulo:2013[18]
- Campeonato Paulista:2011[13]
- Campeonato Paulista:2010
- Campeonato Paulista:2012[16]

## Premiações individuais
- Melhor Líbero do Campeonato Sul-Americano de Clubes de 2022'
- Melhor Líbero do Campeonato Sul-Americano de Clubes de 2021
- Melhor Líbero do Campeonato Sul-Americano de Clubes de 2019[48]
- Melhor Líbero do Campeonato Sul-Americano de Clubes de 2018[43]
- Melhor Receptora da Superliga Brasileira A 2015-16[37]
- 3ª Melhor Defensora do Grand Prix 2016[40]
- 3ª Melhor Defensora do Grand Prix 2015[31]